# ドライオーガズム
ドライオーガズム (dry orgasm) とは、男性における射精を伴わない性的興奮の絶頂（オーガズム）のことである。ドライオルガズムあるいはドライオルガスムスとも言う。これに対して射精を伴うオーガズムを「ウェット（濡れた）オーガズム」ということもある。

## 概要
思春期以前の少年は射精が無く、精液の分泌が出来ない為に必然的にドライオーガズムとなる。このことは複数の性科学者によって支持されている。成人男性のオーガズムは一般的に射精を伴うが、逆行性射精などの性機能障害の為に射精を伴わないドライオーガズムとなる場合がある。
一方で、健常男性が前立腺刺激などによって、射精を伴わないドライオーガズムに達することができる。これはパートナーに刺激されてもあるいは自慰によっても達することができる。射精を伴わない結果として何度もオーガズムに達することができることや（マルチプルオーガズム）、ペニスだけではなくより広範囲の性感帯を、時には全身を快感が襲うことから、女性が経験するオーガズムに類似の生理現象と考えられている

。

## 性機能障害で起きるドライオーガズム
一般的な性行為においてオーガズムの際に射精が起きない場合は、何らかの性機能障害である可能性がある。例えば、糖尿病や前立腺障害（前立腺癌、前立腺肥大症、手術の後遺症や薬の副作用）、射精神経の異常、（副）交感神経系の障害、多発性硬化症によって精液がペニスではなく膀胱へ逆行する場合がある（逆行性射精）。また前立腺や膀胱を手術により除去した場合にも起こる。さらに前立腺癌治療の為などで骨盤内臓神経に近い部位の放射線療法を施した場合にも起こりうる。逆行性射精がドライオーガズムの原因であれば、オーガズムの後に尿から精液を採取して人工受精を施すことも可能である。
ドライオーガズム・ピルは、射精のメカニズムを利用した男性用避妊薬である。精管を構成する平滑筋の動きを阻害することにより、精子が睾丸から精管膨大部まで達するのを防ぐ。英国のロンドン大学の研究者により開発され、商品化が進められている。ただし、精液の7割を占める精嚢分泌液や3割を占める前立腺液の分泌は阻害されないので射精自体は起こる。

## 健常男性のドライオーガズム
多くの男性は自らペニスを刺激して射精に至ることで快感を得るという、いわゆるペニスオナニーの経験を積んでいること、また通常の性行為においては射精することで性行為を終えるという慣習が広く行き渡っている為に、男性が性的刺激を受け続けると通常は射精に至ってオーガズムを迎えるが、前立腺刺激などによって、健常男性が射精を伴わないドライオーガズムに達することができる。
前立腺は現代医学においてはその機能が未だよく理解されていない器官であるが、タントラ哲学においては前立腺は「聖なる場所」としてセックスの感情中枢であると考えられ、前立腺をマッサージすることにより心理的および肉体的ストレスを開放できると言われている。
自分の指で長時間に渡って前立腺を刺激することは、かなり身体の柔らかい人でないと難しいので、Gスポット刺激用のディルドなどを用いると、簡単に楽な体勢で前立腺を刺激することができる。また肛門括約筋の収縮により前立腺を刺激する前立腺刺激具が市販されており、これらを使うと手で触れずに前立腺刺激を行うことができる。弱い電流を前立腺に流してドライオーガズムを誘発する器具も何種類か市販されている。
直腸から前立腺を刺激する方法とは別に、「前立腺初期化」と呼ばれる尿道から前立腺を刺激する方法がある。前立腺は膀胱直下の尿道を取り囲んでいるので、尿道にカテーテルなどの細長い弾性体を挿入すると、尿道を介して前立腺を刺激することができる。
間接的にはなるが、会陰からも前立腺を刺激できる。自分の指で会陰を揉んだり、会陰に電動マッサージ機などをあてたりすると、間接的に前立腺を刺激することになり、ドライオーガズムに至ることがある。
しかし、事前に直接前立腺を刺激し、前立腺の感覚を知っていないと、会陰だけで至るのは難しい。
エナジー・オーガズムはタントラの秘法の一種であり、局部に全く触れずにオーガズムに至る方法である。
催眠オナニーと呼ばれる催眠状態下での暗示により、ドライオーガズムに至る方法もある。